# Bad Girl
Bad Girl is een Amerikaanse dramafilm uit 1931 onder regie van Frank Borzage.

## Verhaal
Eddie Collins en Dorothy Haley worden verliefd en om te voorkomen dat Dorothy moeilijkheden krijgt met haar overbezorgde broer, besluiten ze te trouwen. Wanneer Eddie een huis voor zijn vrouw koopt als verrassing, is Dorothy daar allesbehalve tevreden mee. Ze is zwanger en ze weet niet hoe ze maakt zich zorgen over financiën.

## Rolverdeling
| Acteur        | Personage     |
| ------------- | ------------- |
| James Dunn    | Eddie Collins |
| Sally Eilers  | Dorothy Haley |
| Minna Gombell | Edna Driggs   |